# NGC 4917
NGC 4917 é uma galáxia espiral barrada (SBb) localizada na direcção da constelação de Canes Venatici. Possui uma declinação de +47° 13' 21" e uma ascensão recta de 13 horas, 00 minutos e 55,5 segundos.
A galáxia NGC 4917 foi descoberta em 20 de Março de 1828 por John Herschel.